# Willy Daffern
Willy Daffern (nacido en 1947), también conocido como Willie Dee, es un cantante y músico estadounidense de rock y blues, reconocido por su trabajo con bandas y artistas como Captain Beyond, Gary Moore, Tim Bogert y Jan Akkerman.

## Carrera
Daffern inició su carrera en la música como baterista de la agrupación Hunger, con quien publicó un álbum de estudio en 1969. Tras la separación de la banda un año después, se convirtió en baterista de Truk, grupo con el que nuevamente grabó un disco. Dio su gran salto a mediados de la década de 1970 cuando reemplazó a Rod Evans en la banda Captain Beyond y fue el cantante principal del disco Dawn Explosion, de 1977.
Tras la salida de Captain Beyond, empezó a trabajar como músico de sesión bajo el nombre de Willie Dee, colaborando de esta forma con artistas como Gary Moore, Tim Bogert, The Electric Prunes y Jan Akkerman, entre otros. En 1983 publicó un álbum en calidad de solista.

## Discografía destacada
Truk
- 1971 - Tracks

Captain Beyond
- 1977 - Dawn Explosion

Willie Dee
- 1983 - Abrupt Edge

The Electric Prunes
- 2012 - The Complete Reprise Singles